# フォード・コントゥア
コントゥア（CONTOUR）は、フォードが製造・販売していた自動車である。

## 概要
旧式化してきたフォード・テンポの後継車として欧州市場向けのフォード・モンデオをベースに開発され、1994年8月に生産を開始、1995年に発売された。テンポと同様にフォード・エスコートとフォード・トーラスの間を埋めるミドルクラスセダンである。また姉妹車としてマーキュリー・ミスティークがある。ベースとなったモンデオはステーションワゴン及び5ドアハッチバックが存在したが、コントゥアには用意されなかった。
デザインは当時のフォードが推し進めていたオーバルデザインコンセプトに基づき、ヘッドライトやフロントグリル及びテールランプなどに楕円形を大胆に採用した独特のデザインを持っている。そのためデビュー当初よりそのデザインは賛否両論であった。搭載されるエンジンはベースとなったモンデオと同じで2000cc直4DOHC及び2500ccV6DOHCである。
1998年には1996年に一足早くマイナーチェンジを実施していたモンデオに準じたフロントマスクを持つデザインへの変更が実施され、リアセクションもテールランプのデザイン変更に伴い大幅に手が加えられ、一見しただけでは同じ車とは思えないほどの変化を遂げている。またこのときにSVTと呼ばれるハイパフォーマンス仕様がラインナップに加えられた。これはフォードのSVT部門によるチューニングが施された仕様でエアロパーツや専用のサスペンションセッティング、及び標準の170馬力に対し195馬力まで出力を高められた専用のV6エンジンが搭載されている。
しかしコントゥアはそのサイズが北米市場では中途半端と受け取られ、価格が上位車種のフォード・トーラスと大きな差がないことや品質の低さを理由に売れ行きは芳しくなかった。フォード・フォーカスが北米市場にも投入されることもあって2000年を最後に生産が中止された。

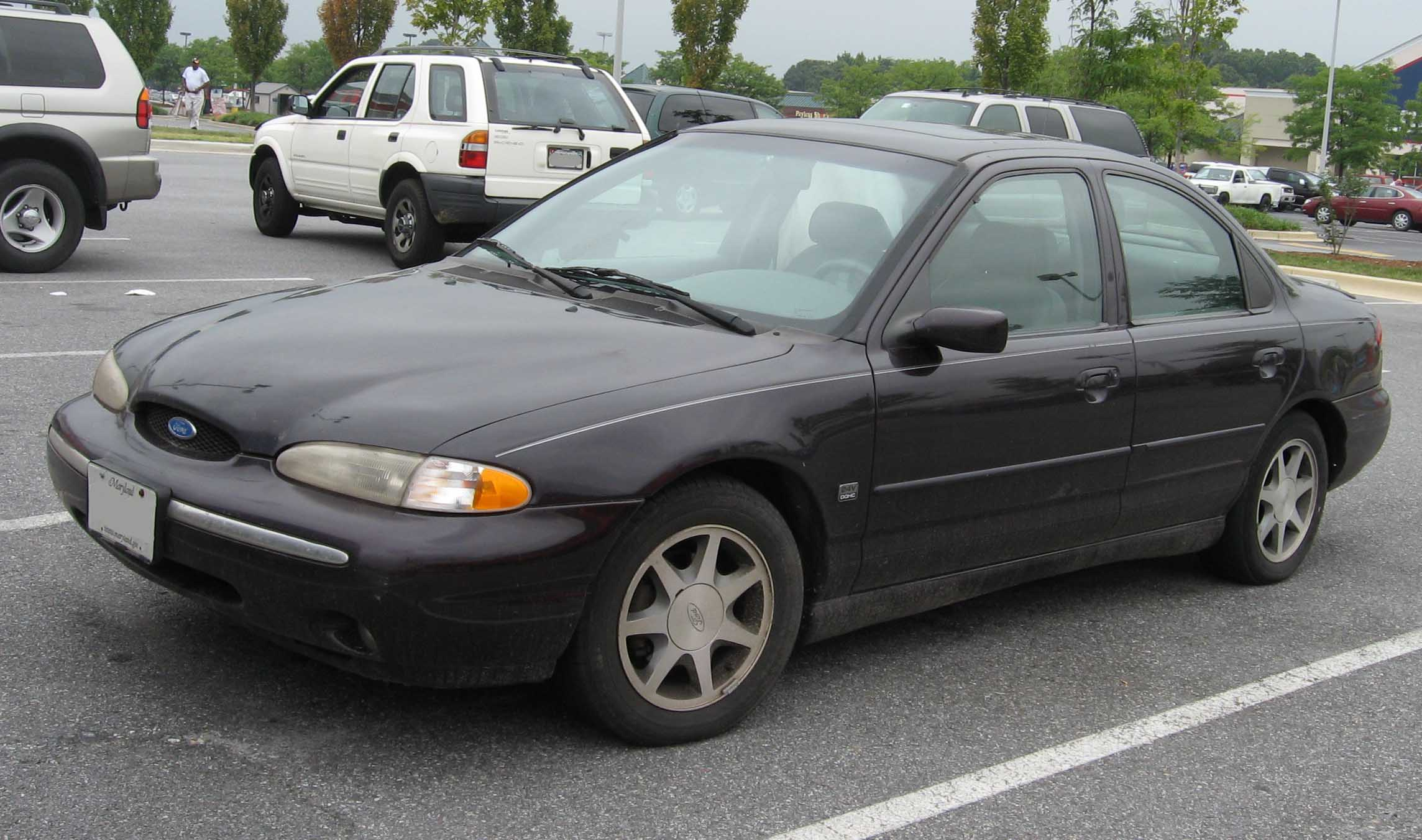
前期型
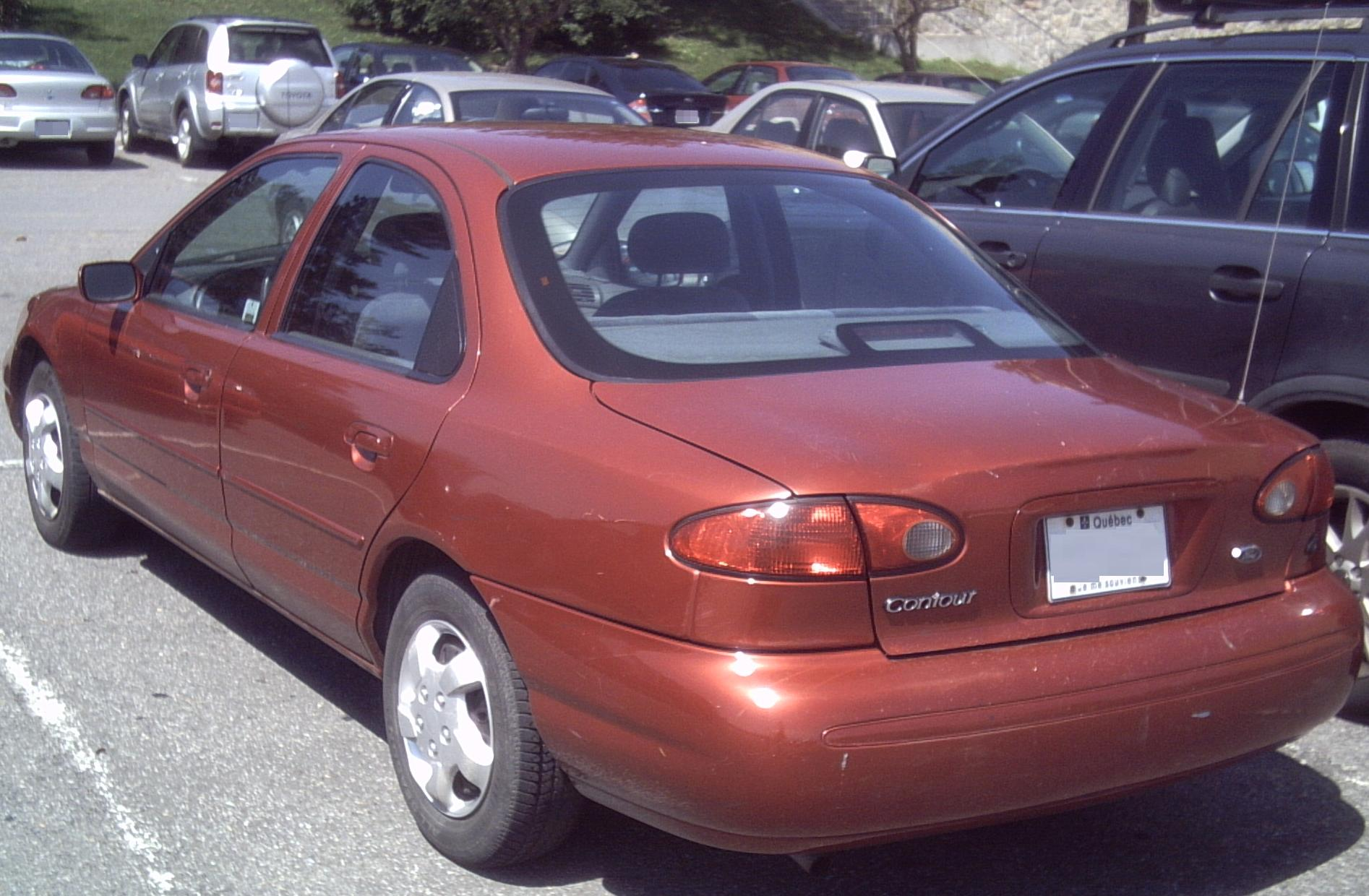
前期型・リア
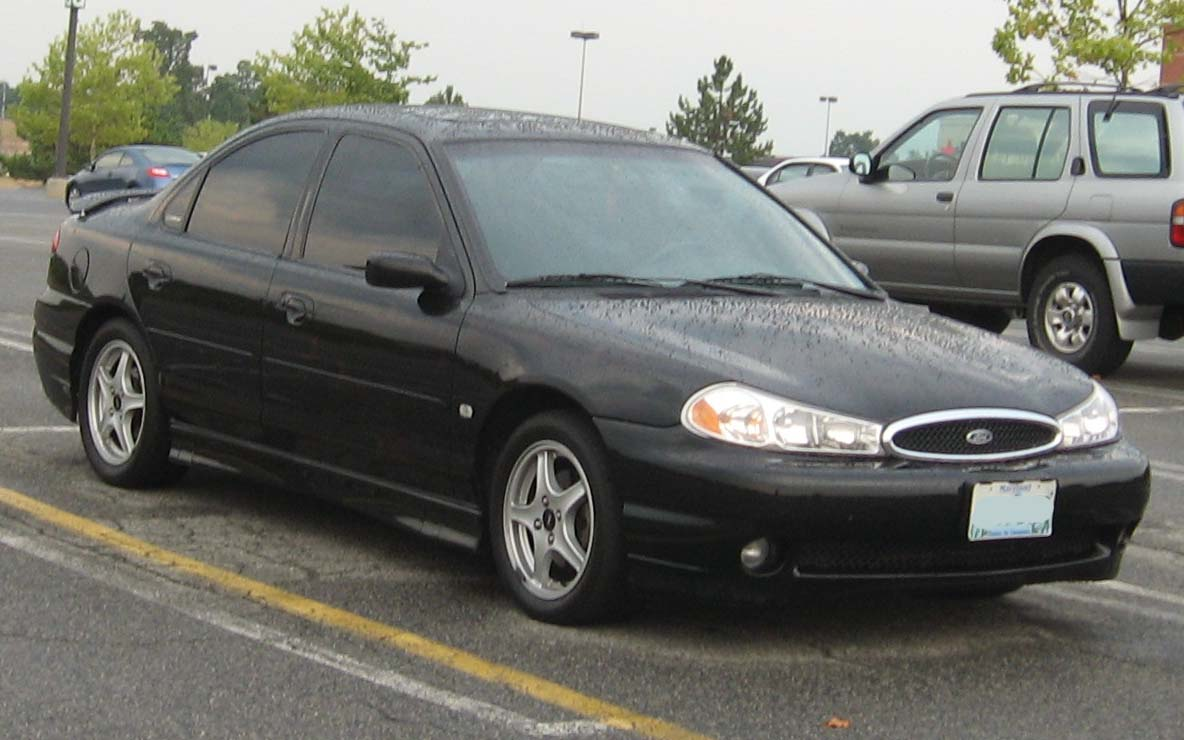
後期型SVT
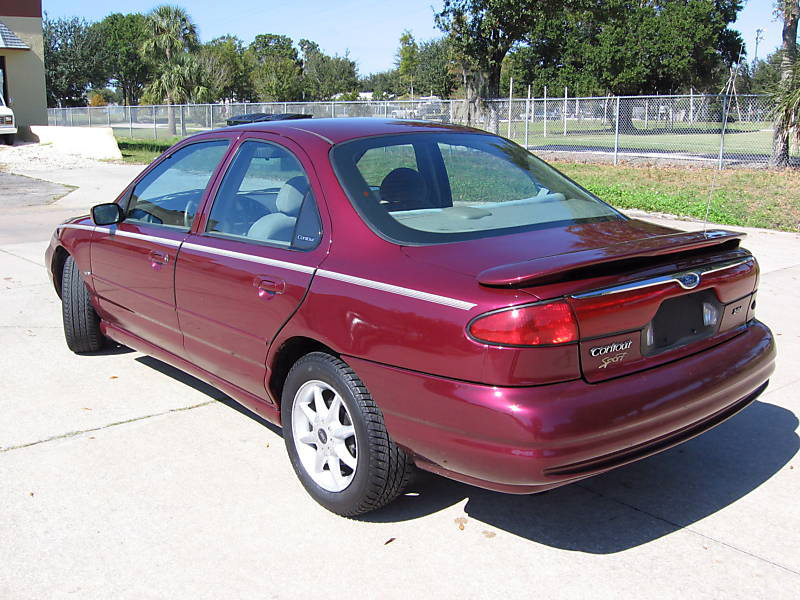
後期型SE Sport・リア

## 車名
「CONTOUR」は、英語で「輪郭、外形」を意味する。